# Iglesia de San Pedro de la Fuente (Burgos)
La iglesia parroquial de San Pedro de la Fuente es un templo católico levantado en el barrio de San Pedro de la Fuente, en la ciudad española de Burgos.

## Historia
En el siglo X ya existía en este lugar una iglesia dedicada a San Pedro y en 1085 el Alfonso VI fundó junto a ella el Hospital del Emperador (primero de los que fueron jalonando la ruta jacobea para cuidar a los peregrinos). En el siglo XIII se construyó el templo que pervivió hasta la Guerra de la Independencia.
Ha tenido diversos nombres: San Pedro Extramuros, San Pedro del Barrio y, actualmente, San Pedro de la Fuente, por una fuente que brotaba en sus proximidades.
La actual iglesia neoclásica fue construida en 1823 por el arquitecto Zunzunegui, una vez que la anterior iglesia de estilo gótico fue destruida por los franceses en 1813 durante la Guerra de la Independencia.
Procedentes de la desaparecida iglesia de la Blanca, en el templo se guardan una imagen de Santa Bárbara y, sobre todo, la venerada imagen de Nuestra Señora de la Blanca o Santa María la Blanca.
Es la sede de la Cofradía de la Oración del Huerto, que procesiona el paso homónimo.
La parroquia celebra la festividad de la Cátedra de San Pedro en Antioquía (22 de febrero).

## Romería de la Virgen Blanca

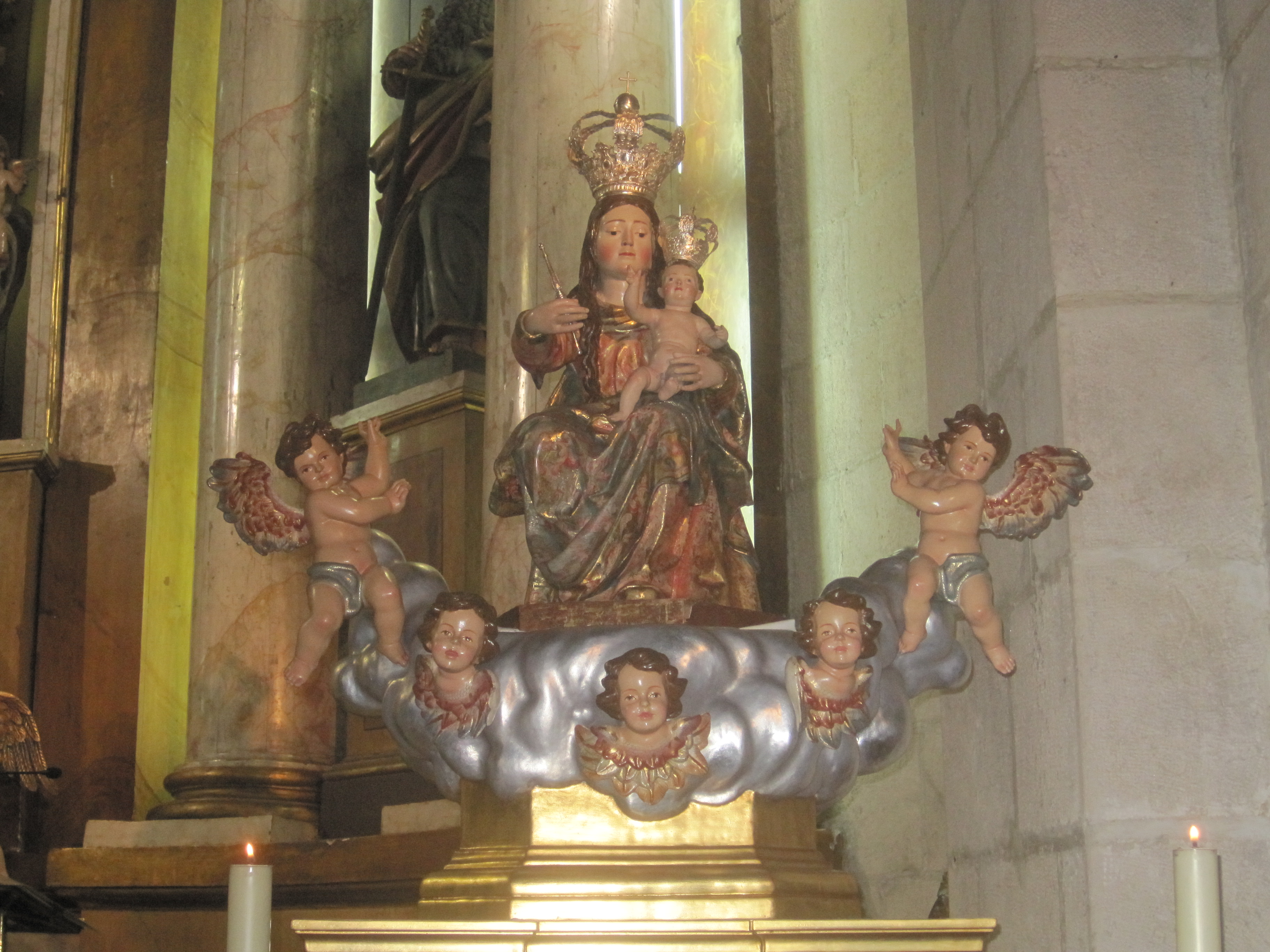
Imagen de Santa María la Blanca

El último domingo de mayo se celebra la romería de la Virgen Blanca, que hasta 2005 se hacía coincidir con un mercado medieval que dejó de celebrarse. La romería comienza llevando en procesión la imagen de la Virgen desde la iglesia de San Pedro de la Fuente hasta la campa o explanada del castillo, lugar donde se encontraba el templo de Santa María la Blanca (que albergaba la imagen original y que fue destruido en 1813, durante la Guerra de la Independencia). Una vez celebrados los actos religiosos, tienen lugar actividades populares y folklóricas.

## Horario de ceremonias religiosas
- Domingos y festivos: misas a las 09:30 h., 12:00 h., 13:00 h. y 19:30 h.
- Días ordinarios: misas a las 11:00 h. y 19:30 h.

## Espadaña de la iglesia
Descripción Esta iglesia ubicada en el barrio con su mismo nombre, posee una espadaña ubicada encima de la fachada principal. Data de 4 vanos, 2 en el piso inferior y 2 más pequeños en el piso superior.
Campanas Posee un conjunto típico de iglesias con torre campanario. Y 2 campanas pequeñas para los cuartos. En el piso inferior, hay 2 campanas de estilo romano con su yugo tradicional de madera. Y en el piso superior, 2 campanillos, 1 gótico. y debajo de estas, en los mismos vanos, 2 campanas de carillón para los cuartos.

### Tabla con la información de las campanas
| IMAGENES | NOMBRE             | LOCALIZACIÓN  | YUGO           | MECANISMO DE TOQUE | TIPO DE CAMPANA |
| -------- | ------------------ | ------------- | -------------- | ------------------ | --------------- |
|          | Cuartos menor (a)  | Piso superior | Viga           | Mazo               | Normal          |
|          | Cuartos mayor (b)  | Piso superior | Viga           | Mazo               | Normal          |
|          | Campana gótica (1) | Piso superior | Yugo de madera | Mazo               | Normal          |
|          | Esquilón (2)       | Piso superior | Yugo de madera | Mazo               | Normal          |
|          | Romana Menor (3)   | Piso inferior | Yugo de madera | Mazo               | Romana          |
|          | Romana Mayor (4)   | Piso inferior | Yugo de madera | Mazo               | Romana          |